# دونفرملين أثلتيك
نادي دنفيرملين أثلتيك لكرة القدم (بالإنجليزية: Dunfermline Athletic Football Club)‏ نادي كرة قدم اسكتلندي يلعب في دوري الدرجة الأولى يقع مقره في مدينة دنفيرملين في مدينة فايف. تم تأسيس النادي في سنة 1885 .